# Follow the Leader
Follow the Leader (stilizat ca FOLLOW The LEADEЯ) este al treilea album de studio al trupei americane de nu metal Korn. Albumul a fost lansat pe 18 august 1998, prin Immortal/Epic. Acesta a fost primul lor album care nu a fost produs de Ross Robinson. În schimb, a fost produs de Steve Thompson și Toby Wright.
Albumul a ajuns pe primul loc în patru topuri, inclusiv Billboard 200 cu 268.000 de unități vândute în prima săptămână de la lansare. Follow the Leader este albumul cu cel mai mare succes comercial al trupei, fiind certificat de cinci ori platină de către RIAA. Single-urile sale, „Got the Life” și „Freak on a Leash”, s-au clasat în mai mult de trei topuri, iar videoclipurile lor muzicale sunt considerate a fi primele videoclipuri muzicale retrase de la MTV, în special emisiunea MTV Total Request Live. Albumul a primit în general recenzii pozitive din partea criticilor și s-a vândut în aproximativ 14 milioane de copii în întreaga lume. Korn a fost lăudat de AllMusic, spunând că albumul este „o continuare eficientă a primelor lor două repere alt-metal”.
The Family Values Tour a promovat albumul, împreună cu cele cinci single-uri ale sale. Piesa „Freak on a Leash” a fost nominalizată la nouă MTV Video Music Awards și a câștigat premiul pentru cel mai bun videoclip rock, precum și pentru cel mai bun montaj. Videoclipul pentru „Freak on a Leash” a câștigat cel mai bun videoclip muzical scurt la Premiile Grammy din 2000.

## Compoziție
Follow the Leader durează șaptezeci de minute și opt secunde. AllMusic a spus: „Ei scriu melodii, dar acestea ajung să nu fie la fel de memorabile ca hip-hop-ul lor metalic zdruncinat.” Entertainment Weekly a comentat că Follow the Leader a fost „gimmick” al lui Korn, în timp ce a spus că albumul a avut „riff-uri de oțel". Albumul este considerat a fi nu-metal, dar se întinde și pe alte genuri, cum ar fi metal alternativ și heavy metal.
Albumul conține 25 de piese. Conceptul piesei „Justin” a fost despre un băiat cu același nume care murea de cancer intestinal. Ultima sa dorință a fost să-i cunoască pe membrii Korn. Scriitorul din Winston-Salem Journal, Ed Bumgardner, a descris munca lui Korn ca fiind „a transformat rap-ul, metalul și punk-ul într-un vârtej sonor care este brutal, agresiv – și rezonabil muzical”. Daily News a spus că „formația introduce ritmuri groase într-un sunet deja complex”.

## Lista melodiilor
| Nr.             | Titlu                                | Lungime |  |
| 1.              | „It's On!”                           | 4:28    |  |
| 2.              | „Freak on a Leash”                   | 4:15    |  |
| 3.              | „Got the Life”                       | 3:45    |  |
| 4.              | „Dead Bodies Everywhere”             | 4:44    |  |
| 5.              | „Children of the Korn” (cu Ice Cube) | 3:52    |  |
| 6.              | „B.B.K”                              | 3:56    |  |
| 7.              | „Pretty”                             | 4:12    |  |
| 8.              | „All in The Family” (cu Fred Durst)  | 4:48    |  |
| 9.              | „Reclaim My Place”                   | 4:32    |  |
| 10.             | „Justin”                             | 4:17    |  |
| 11.             | „Seed”                               | 5:54    |  |
| 12.             | „Cameltosis” (cu Tre Hardson)        | 4:38    |  |
| 13.             | „My Gift to You”                     | 15:40   |  |
| Lungime totală: | Lungime totală:                      | 70:08   |  |